# Gerhard Weber (Architekt)
Johannes Gerhard Weber (* 11. Juni 1909 in Mylau im Vogtland; † 17. März 1986 in Berg am Starnberger See) war ein deutscher Architekt und Universitätsprofessor.

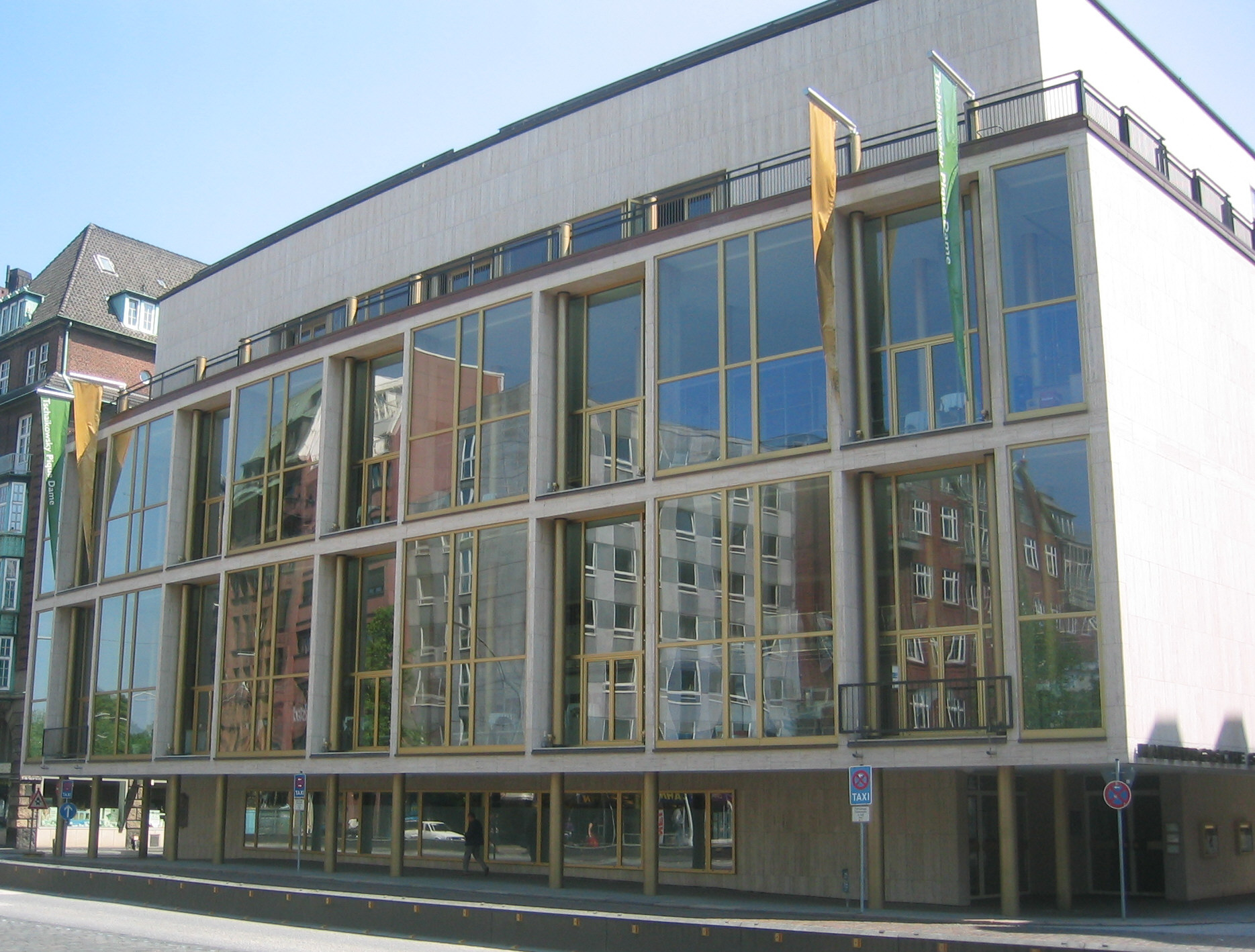
Hamburgische Staatsoper

## Werdegang

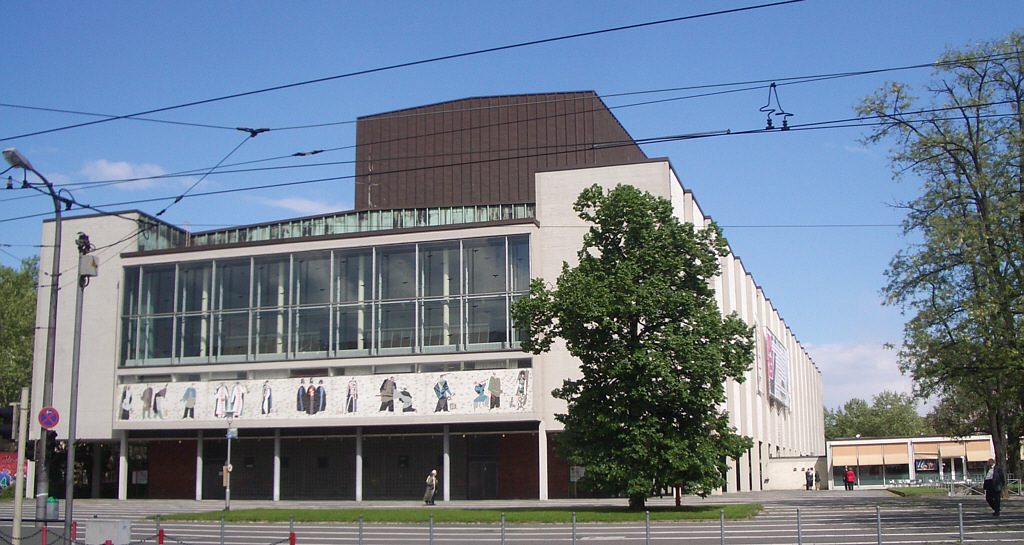
Nationaltheater Mannheim (seit 1996 als „Kulturdenkmal besonderer Bedeutung“, der höchsten Denkmalschutzstufe in Baden-Württemberg, eingestuft)

Weber studierte unter anderem 1931 bis zu deren Schließung 1933 an der Hochschule für Gestaltung in Dessau, dem berühmten Bauhaus, und bei Ludwig Mies van der Rohe in Berlin. 1955 wurde er Ordinarius für Gebäudelehre an der Technischen Hochschule München.
Als einer der profiliertesten Architekten der Bundesrepublik erhielt er zahlreiche Aufträge für markante Bauwerke. Zu seinen herausragenden Arbeiten gehören die Neubauten der Hamburgischen Staatsoper, des Nationaltheaters in Mannheim und des Forschungsreaktors München (genannt „Atomei“) in München-Garching. Auch das Verwaltungsgebäude der Farbwerke Hoechst in Frankfurt, der Neubau des Deutschlandfunks in Köln und der August-Thyssen-Hütte in Duisburg zählen dazu. Der einzig bekannte Kirchenbau von Gerhard Weber ist die evangelisch-lutherische St.-Lukas-Kirche in Schweinfurt von 1969.
Für das Nationaltheater Mannheim und das Zuschauerhaus der Hamburger Staatsoper (1953–1955) erhielt Weber bei der vierten Biennale in São Paulo 1957 den ersten Preis für Theaterbauten der Gegenwart.

## Bauten

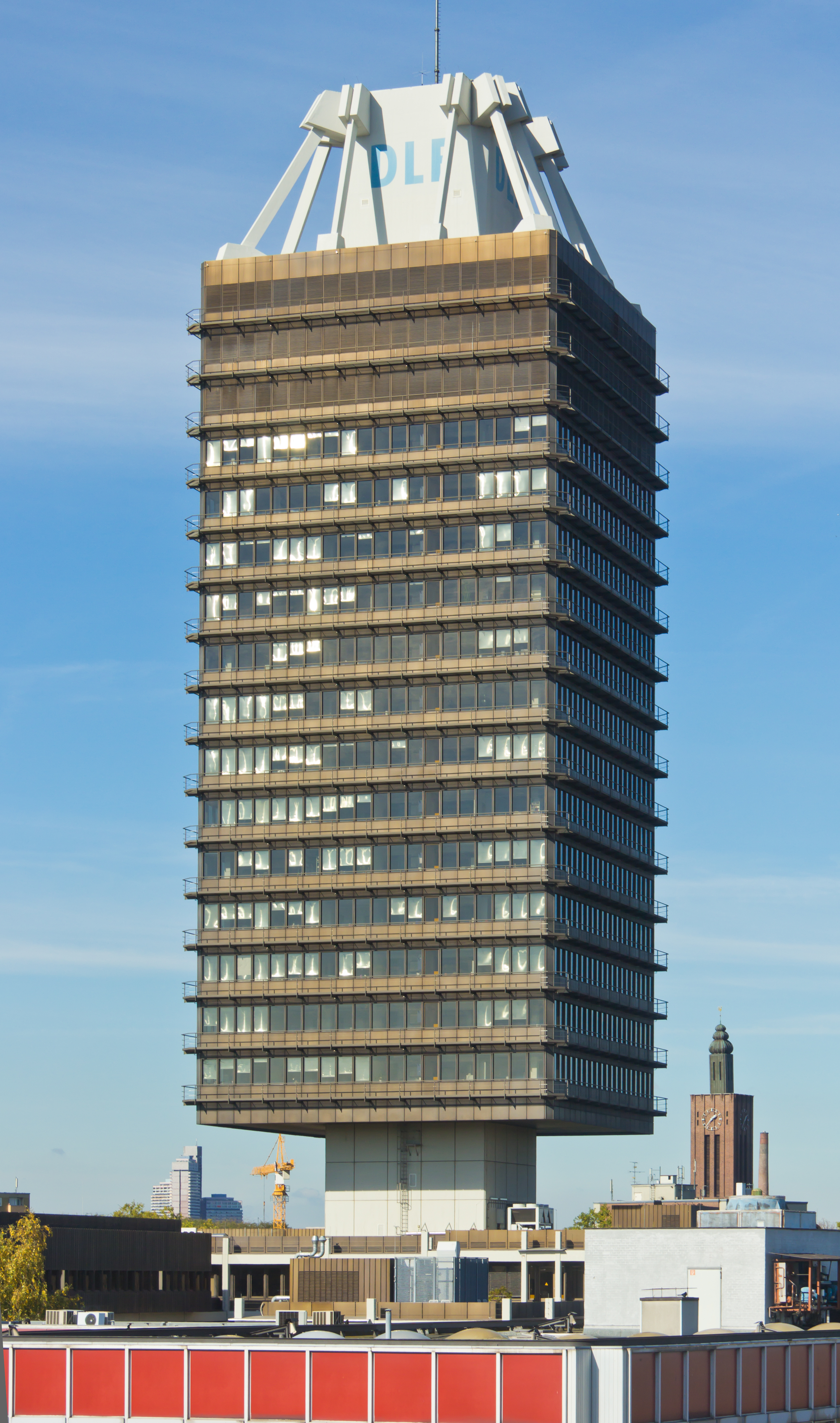
Funkhaus des Deutschlandfunks, Köln

- 1956: Haus Weber, Allmannshausen (unter Denkmalschutz)[3]
- 1957: Hamburgische Staatsoper, Hamburg
- 1957: Nationaltheater, Mannheim
- 1957: Forschungsreaktor, Garching
- 1969: St.-Lukas-Kirche, Schweinfurt
- 1977: Oberpostdirektion (City Nord), Hamburg[4]
- 1979: Deutschlandradio-Funkhaus, Köln (unter Denkmalschutz)[5]

## Ehemalige Mitarbeiter
- Georg Küttinger (1959–1963: Mitarbeit, 1963–1969: wissenschaftlicher Assistent)[6]